# AD Berazategui
Asociación Deportiva Berazategui – argentyński klub piłkarski z siedzibą w mieście Berazategui, leżącym w prowincji Buenos Aires.

## Osiągnięcia
- Mistrz IV ligi (Primera C Metropolitana) (2): 1989/90, Apertura 1996
- Mistrz V ligi (Primera D Metropolitana): Apertura 2006

## Historia
Klub Berazategui założony został 18 września 1975 w domu Alfredo San Miguela w mieście Berazategui. Pierwszym prezesem klubu został Giberto Martín. Pomarańczowe barwy klubu wywodzą się od strojów reprezentacji Holandii grającej w mistrzostwach świata w 1974 roku.
W 1976 klub uzyskał prawo gry w rozgrywkach organizowanych przez AFA i zadebiutował w IV lidze argentyńskiej mistrzostw Metropolitano (Primera D).
Po dziewięciu sezonach w tym dziale, Berazategui uzyskał jeden z sześciu dostępnych miejsc do udziału w Primera B Metropolitana po restrukturyzacji argentyńskiego systemu ligowego w piłce nożnej, mimo że drużyna zakończyła sezon 1985, walcząc o utrzymanie swojego miejsca w podziale A prawie powrót do Primera D. W erze trenera Roberta Santiago klub podpisał nowych graczy, w tym Hugo Commidari z klubu Atlético Temperley, Marcelo Grasso z Sportivo Dock Sud i Marcelo Scrignar z klubu Atlético Villa San Carlos.
Po dwóch promocjach, w sezonie 1988-89, Berazategui dołączył do promocji, zdobywając pierwsze miejsce w latach 1989-90. Ten sezon został osiągnięty przez Berazategui z rekordem 44 meczów bez pokonania. Skład był prowadzony przez Juan Carlos "Lobo" Zerrillo, który tworzy zespół z doświadczonymi graczami, takimi jak bramkarz Sergio García, obrońcy Ramón Peloso, Héctor Pereyra i Víctor Chaile, oficer Víctor Martínez (który był również najlepszym strzelcem z 15 Cele) i naprzód Daniel Gauto i Daniel Lettieri.
Drużyna zagrała w sumie 36 meczów, wygrywając 17, a pozostałe 19. Drużyna strzeliła 61 goli i tylko zgubiła 20. [1]
Drugi tytuł wygrał przez Berazategui był Primera C 2006-07 Apertura, który pozwolił zespołowi grać w serię, aby promować Primera C Metropolitana w sezonie 2007-08 po wygraniu playoffs.